# MESS (emulator)
MESS (een acroniem voor Multiple Emulator Super System) was een emulator voor vele spelcomputer- en homecomputersystemen waarvan de kern gebaseerd is op de MAME-emulator.

## Doelstelling
De primaire doelstelling van MESS was het behouden van meerdere decennia aan computergeschiedenis voor het nageslacht. Aangezien de technologische ontwikkelingen nog steeds vooruitgang boeken voorkomt MESS dat deze klassieke systemen in de vergetelijkheid raken of zelfs geheel verdwijnen.
Momenteel is MESS weer terug gemerged met MAME en is het niet meer een onafhankelijk project.
In eerste instantie ondersteunde MESS 1081 unieke systemen met 2199 systeemvariaties.